# Gonzalo Ronquillo de Peñalosa
Gonzalo Ronquillo de Peñalosa (Arévalo en Castilla la Vieja, mediados del siglo XVI - Manila, 14 de febrero de 1583), nieto de Rodrigo Ronquillo, el famoso alcalde de Zamora conocido por su participación en la Guerra de las Comunidades de Castilla en el bando realista. 
Fundador en Filipinas del municipio de Arévalo en la jurisdicción de Ilo-Ilo.

## Biografía
Hijo de Catalina Briceño y Ronquillo y del Licenciado Pedro de Mercado y Peñalosa, fue sobrino de Gonzalo Ronquillo Briceño, quien heredó el mayorazgo y fue Comendador de Santa Cruz de la Zarza en la Orden de Santiago y regidor perpetuo de Arévalo, que casó con doña Ana del Castillo, natural de Burgos. Padres de:
- Rodrigo Ronquillo del Castillo, caballero de Santiago y regidor perpetuo de Arévalo, heredó el mayorazgo y contrajo matrimonio con doña Juana de Cuevas, natural de Burgos y Señora de Villanasur.[cita requerida]
- Juan Ronquillo del Castillo, que fue uno de los personajes más famosos de la historia de Filipinas. Siendo Mariscal de Campo, el 14 de abril de 1617 derrotó a la flota holandesa del Almirante y corsario Joris Van Spilbergen en la batalla de Playa Honda.
- María, Francisco y Luis.

## América
En 1561 llega al Perú formando parte del séquito del virrey Diego López de Zúñiga y Velasco Conde de Nieva. Regresó a la península desde donde se traslada a la Ciudad de México donde desarrolla una rápida carrera dedicada al beneficio privado en puestos públicos, como fue el de Alguacil mayor de Corte en México.
La expedición de pobladores que dirige al Archipiélago pasa las Navidades de 1579 en Panamá. Viendo como el número inicial quedó muy menguado por deserciones y muertes, Ronquillo solicita al virrey de Nueva España más gente para completar la expedición. A finales de enero llegaron dos naves y una vez aprovisionadas para la larga travesía, el 24 de febrero de 1580 parten rumbo a Acapulco donde se les une otro navío con cincuenta voluntarios. El 1 de junio llegaron a Manila.

## Filipinas
Relevó a Francisco de Sande en abril de 1580 trayendo a su costa seiscientos hombres y la merced soberana del gobierno vitalicio de las islas con facultad de nombrar sucesor interino en caso necesario. Le sucedió su hermano.
Fundador de la alcaicería de San Fernando situada extramuros de la ciudad de Manila en la margen derecha del río Pásig y protegida desde el fuerte de Santiago. Allí y en sus inmediaciones concentró á los chinos, japoneses, isleños de Molucas y moros de Borneo, razas rebeldes y belicosas que concurrían al tráfico de la ciudad y extramuros y á las cuales convenia imponer algún respeto.
En 1582 convierte a la ciudad de Manila en la capital política y económica del archipiélago, estableciendo ese mismo año el Palacio del Gobernador en Intramuros, donde integra todas las actividades gubernamentales.
El 30 de marzo de 1582, emitió un decreto declarando que ninguna persona podía salir del país sin su permiso.
En su carta del 16 de junio de 1582 propuso al rey Felipe II la construcción de nuevas fortificaciones, proponiendo al rey expulsar a los portugueses de Molucas y Macao.
Felipe II encargó al gobernador la forma de iniciar el Repartimiento de indios.
A mediados de 1581 erigió en la isla de Panay, y en recuerdo de su patria, la villa de Arévalo en la entonces jurisdicción de Otong.

### Borneo
Francisco de Sande se había retirado de Borneo en 1578. En 1581 se reanuda la guerra contra Sirela despojándolo su hermano de sus dominios por segunda vez. Ronquillo acude en su auxilio enviando una escuadra al mando del capitán Gabriel de Rivera con la misión de recorrer después las costas del Reino de Patany, en la península de Malaca, que realizaba un comercio considerable con China.

### China
Se informó de que algunos sacerdotes franciscanos encabezados por Fray Pedro de Alfaro salieron del país en 1579 rumbo a la China continental.
En marzo de 1582 Fray Pablo de Jesús, junto con otros misioneros, volvieron a entrar en China, donde se difunden conversaciones escandalosas sobre Filipinas.

### Molucas
Abiertas a España en 1580 las puertas de Lisboa por el duque de Alba, y proclamado Felipe II Rey de Portugal; pensó Ronquillo en agregar definitivamente las islas Molucas a su gobierno. Tuvo que aplazar su proyecto debido a los estragos ocasionados en la provincia de Cagayán por un corsario japonés.
En contravención con el Real Decreto de 14 de abril de 1579 que prohibía el comercio entre Filipinas y Perú, el gobernador Ronquillo envió tres barcos de Manila al Callao, dos en julio de 1580 y un tercero en junio de 1581.
A principios de 1582, sin resultado satisfactorio, intentó el descubrimiento de la navegación a Nueva España por el sur. Al mismo tiempo volvió a su idea de agregar las Molucas a su gobierno enviando una escuadra al mando de su sobrino Sebastián Ronquillo en la que iba con el nombramiento de gobernador de Ternate el capitán Pablo de Lima, casado con una sobrina del cacique de Tidore, enemigo del de aquella isla.
Conquista la isla de Tidore y defiende Ternate del ataque de Francis Drake.

"...Para constituir inmediatamente un solo gobierno de las Filipinas y las Molucas con motivo de haberse unido los reinos de España y Portugal era preciso que los portugueses hubiesen estado en posesión tranquila de las últimas, lo cual no sucedía. Sebastian Ronquillo tuvo que valerse de las armas. Rindió la isla de Motiel cuyos naturales se dieron por vasallos de Felipe II reconociendo como gobernador á Pablo de Lima..."

"...Pasó luego á Ternate donde los indios querían impedirle el desembarque, pero muy pronto tuvieron que replegarse hacia la plaza preparando su defensa mientras Ronquillo situaba contra ella su artillería. Confiado en rendirla sostuvo el asedio hasta que se declaró entre los suyos una epidemia que les redujo á menos de la tercera parte obligándole á retirarse antes de que todos perecieran..."
Felipe M. de Govantes.

### Japoneses
En 1582 se produce la defensa de Cagayán, donde Juan Pablo de Carrión derrota a los samuráis japoneses,  enfrentando a arcabuceros, piqueros, y rodeleros españoles contra los rōnin (samuráis sin señor), y en menor medida, los ashigaru (soldados rasos) nipones.
Tras expulsar a los piratas japoneses allí fundó Ronquillo la ciudad de Nueva Segovia en el sitio de Lal-lo, a orillas del Río Cagayán que desemboca en la barra de Aparri, a cuatro leguas de distancia.

## Audiencia de Manila
Mientras aquella escuadra hacía la guerra en Molucas, volvieron en Filipinas las disensiones entre los religiosos y los encomenderos; y en un acuerdo sinodal sobre jurisdicción eclesiástica tuvo que intervenir Ronquillo con el mayor pulso para evitar un conflicto. Entonces tuvo origen la visita diocesana. El Obispo aseguraba que los párrocos, cualquiera que fuere su hábito, estaban sujetos a su jurisdicción, sin que poder alguno la amenazase en cuanto aludiera a la administración espiritual de sus feligreses.
De acuerdo con el Obispo, propuso al rey el establecimiento de una audiencia en Manila fundándose en que tanto el poder judicial como el administrativo, en todos los ramos, estaba confiado a los encomenderos sin más tribunal de apelación que el Superior de Nueva España, donde era muy gravoso y a veces ineficaz el recurso, porque la distancia impedía la oportunidad de los fallos ya que no su acierto.
El 5 de mayo de 1583 Felipe II crea la Audiencia de Manila, subordinada al virrey de México hasta 1590, su presidente será el gobernador y capitán general y se implantará en 1584.

## Últimos días
Su enemigo, el exgobernador Francisco de Sande, junto con el fiscal general Capitán Gabriel de Rivera presentaron una queja para arrebatarle el carácter vitalicio de su cargo. Vencido por los pesares contrajo una melancolía que en seis meses le llevó al sepulcro, a fines de marzo de 1583. Antes de cumplir tres años de gobierno, Ronquillo fallece siendo sustituido por su pariente Diego Ronquillo.

"...Fué enterrado en San Agustín y el dia de sus funerales tuvo lugar un acontecimiento desastroso. Las luces del túmulo, elevado á extraordinaria altura incendiaron el techo de la Iglesia, propagándose el fuego á la ciudad que se redujo á cenizas en instantes con peligro de muchas vidas..."
Felipe M. de Govantes.